# Nazım Aslangil
Nazım Aslangil (* 10. Januar 1911; † unbekannt) war ein türkischer Skirennläufer.
Aslangil war 1936 Mitglied der sechsköpfigen Mannschaft der Türkei bei den Olympischen Winterspielen in Garmisch-Partenkirchen.
Nachdem er im Abfahrtslauf des Kombinationswettbewerbes den 57. Platz belegt hatte, schied er im 1. Lauf des Kombinationsslaloms aus und blieb im Endklassement ohne Ergebnis.